# NGC 4088
NGC 4088 is een balkspiraalstelsel in het sterrenbeeld Grote Beer. Het hemelobject ligt 51 miljoen lichtjaar van de Aarde verwijderd en werd op 9 maart 1788 ontdekt door de Duits-Britse astronoom William Herschel.

## Synoniemen
- UGC 7081
- MCG 9-20-89
- ZWG 269.33
- Arp 18
- VV 357
- IRAS 12030+5049
- PGC 38302